# Andrew John Strenio Jr.
Andrew John Strenio Jr. (geboren am 3. April 1952 in Erie (Pennsylvania)) ist ein amerikanischer Jurist, Regierungsbediensteter und war Mitglied der Regulierungsbehörde Interstate Commerce Commission.

## Leben
Andrew John Strenio wuchs zusammen mit einem Bruder und zwei Schwestern auf. Seine Eltern Andrew Strenio (1922–2001) und Mary C. Rodgers ließen sich scheiden. Die Mutter heiratete später Robert Brunet. Bei ihm wuchsen auch die Kinder auf.
Andrew John Strenio besuchte von 1967 bis 1970 die Hamden High School in Hamden (Connecticut). Er studierte danach an der Princeton University, die er 1974 mit dem Bachelor of Arts abschloss sowie an der Harvard Law School und der Harvard Kennedy School of Government. Diese beendete er 1978 mit Juris Doctor (cum laude) und Master of Public Policy Degree.
Während des Studiums hatte er verschiedene Tätigkeiten als wissenschaftliche Hilfskraft, Anwaltsgehilfe sowie in staatlichen Behörden.
Ab 1978 forschte er am Huron Institute in Cambridge und schrieb das 1981 veröffentlichte Buch „The Testing Trap“ über die Tests im amerikanischen Bildungssystem. Ab 1980 war er Anwalt in der Kanzlei Wald, Harkrader & Ross in Washington D.C. Später in diesem Jahr wechselte er in den wirtschaftswissenschaftlichen Beraterstab des Präsidenten. Ab Januar 1982 arbeitete er im Bereich Verbraucherschutz der Federal Trade Commission.
Am 23. Juli 1984 wurde der Demokrat als Nachfolger von Reginald E. Gilliam Jr. für den bis zum 31. Dezember 1985 bestehenden Sitz in der Interstate Commerce Commission nominiert. Die Bestätigung durch den US-Senat erfolgte am 6. September 1984. Sein Amt trat er am 14. September 1984 an. Sein Sitz wurde zum 1. Januar 1986 gestrichen.
Am 27. Januar 1986 wurde er für einen Sitz in der Federal Trade Commission nominiert und am 14. März 1986 bestätigt. Am 15. Juli 1991 beendete er diese Tätigkeit und wechselte in eine Anwaltskanzlei.
Seitdem ist er als Berater und Anwalt für verschiedene Kanzleien tätig, derzeit für Sidley Austin.